# Buellia hypomelaena
Buellia hypomelaena är en lavart som beskrevs av Müll. Arg. 1889. Buellia hypomelaena ingår i släktet Buellia och familjen Caliciaceae.   Inga underarter finns listade i Catalogue of Life.